# Accord de libre-échange entre le Pérou, la Colombie, l'Équateur et l'Union européenne
L'accord de libre-échange entre le Pérou, la Colombie, l'Équateur et l'Union européenne est un accord de libre-échange entre d'une part l'Union européenne et d'autre part un ensemble formé de pays d'Amérique du Sud : Colombie, Pérou et Équateur. 

## Histoire
L'accord doit remplacer le système généralisé de préférences qui restait la base de droit commercial entre les deux régions.
Les négociations de l'accord ont démarré en 2007 entre l'Union européenne et les pays membres de la communauté andine. En 2008, la Bolivie est partie des négociations à la suite de divergences générales, suivie de l'Équateur en juillet 2009 à la suite d'un conflit sur le commerce de bananes avec l'Union européenne. Les négociations avec la Colombie et le Pérou se sont terminées en mai 2010.
Il est signé le 26 juin 2012 avant d'être ratifié par le Pérou le 8 février 2013 et par la Colombie le 18 juillet 2013 et d'entrer en application de manière provisoire le 1er mars 2013 pour le Pérou et pour la Colombie le 1er août 2013.
L'accord, en tant que traité mixte, nécessite d'être ratifié par chaque État de l'Union européenne. Ainsi, il a été ratifié par l'Estonie le 14 novembre 2012, par la Slovaquie le 18 mars 2013, par la Lettonie le 22 mai 2013, par l'Allemagne le 13 août 2013, par le Danemark le 20 septembre 2013, par la République tchèque le 26 septembre 2013, par l'Espagne le 8 novembre 2013, par la Hongrie le 19 décembre 2013, par les Pays-Bas le 27 janvier 2014, par la Pologne le 12 mars 2014, par la Roumanie le 24 mars 2014, par la Finlande le 7 avril 2014, par le Royaume-Uni le 13 mai 2014, par Malte le 22 mai 2014, par le Luxembourg le 2 juin 2014, par Chypre le 3 juillet 2014, par la Bulgarie le 1er août 2014, par le Portugal le 12 novembre 2014, par la Suède le 3 novembre 2014 et par l'Irlande 2 février 2015.
Entre janvier et juillet 2014, des négociations ont été effectuées pour intégrer l'Équateur à l'accord. L'accord étant prévu pour avoir être valable pour les pays de la communauté andine à savoir pour la Colombie, le Pérou, l'Équateur et la Bolivie. En novembre 2016, l'intégration de l'Équateur à l'accord de libre-échange est signée. Il est ratifié en décembre 2016 et il entre en vigueur partiellement le 1er janvier 2017,.
En 2018, il ne manquait que la ratification de l'Autriche, de la Grèce et du parlement wallon pour que le texte soit complètement applicable.

## Contenu

### Baisses des droits de douane
L'accord intègre des dispositifs pour réduire les droits de douane et baisser les barrières non tarifaires tant sur les biens que sur les services. Il supprime ainsi les droits de douane sur les produits industriels ainsi que sur les produits de la pêche. 65 % des droits de douane entre les deux régions ont vocation à être supprimés dès l'entrée en application de l'accord, 20 % sur les 5 années suivant celle-ci et le reste sur une période de 7 à 10 ans. Par exemple, les droits de douane dans le secteur automobile, qui étaient de 35 % baisseront chaque année, après son application, de 5 points, la suppression des droits de douane sur le vin ou sur les vaccins seront immédiats, ceux sur le whisky et la vodka seront progressifs sur une durée de dix ans, ceux sur les produits d'hygiène qui ont des droits de douane de 20 % seront démantelés sur une durée de 6 ou 11 ans selon le produit.
L'accord permet également de mettre en place des quotas d'exemptions de droits de douane pour l'exportation par les pays andins de banane, de rhum, de sucre ou encore sur le lait en poudre et les fromages. Ces quotas ont vocation à augmenter progressivement. À l'inverse, certaines denrées agricoles sont exclues de l'accord, notamment le riz, le maïs, la viande de porc ou l'aviculture. L'accord reconnait également 115 appellations d'origines contrôlées européennes.
Le traité possède une clause de sauvegarde sur certains produits qui donne la possibilité d'augmenter les droits de douane si les échanges augmentent tellement à la suite de cet accord qu'ils remettraient en cause la santé économique de secteurs économiques de l'Union européenne.

### Autres volets
L'accord vise également à faciliter les échanges économiques et financiers entre les deux régions et ouvrir les marchés publics. Il dispose également des éléments sur le droit de propriété intellectuelle, ainsi qu'un mécanisme de règlement des litiges. L'accord inclut également des dispositions visant à rappeler et garantir les droits de l'Homme, l'État de droit, le droit du travail et le droit de l'environnement.

## Critique
L'accord pourrait porter préjudices aux territoires d'outre-mer qui exportent des produits similaires avec des coûts plus élevés. 
D'autres critiques plus politiques sont exprimées sur le traité, comme le fait que la Colombie est un pays instable où les droits de l'homme sont régulièrement bafoués notamment de par l'assassinat régulier de syndicalistes, ce qui ne permettrait d'avoir un accord de libre-échange,. Une autre critique récurrente contre le traité porte le fait qu'il ne soit pas réalisé avec la Communauté andine mais uniquement avec le Pérou et la Colombie. Il ne favoriserait donc pas la coopération régionale de ces pays, voire il la réduirait,. 
L'accord de libre-échange favoriserait la spécialisation déjà présente des pays andins dans les secteurs miniers, secteurs ayant des impacts environnementaux forts,. De même, l'accord permettrait de plus fortes exportations de denrées agricoles, notamment du secteur laitier, par l'Union européenne, ce qui fragiliserait le tissu agricole et paysan de ces deux pays,. À l'inverse, le traité favoriserait la production d'autres produits agricoles comme l'huile de palme, ce qui augmenterait la déforestation,. D'autres critiques plus générales portent sur les volets sociaux et environnementaux,.